# Гоголівський район (Київська округа)
Гоголівський район — район у складі Київської округи Української СРР у 1923–1925 роках із центром у містечку Гоголів (нині село Великодимерської громади Київської області).

## Історія
У 1923 році в Українській СРР було проведено районування, внаслідок якого утворено округи і райони замість повітів і волостей. Зокрема, постановами ВУЦВК від 7 березня і 12 квітня було утворено Гоголівський район у складі Київської округи Київської губернії, до якого увійшла територія Гоголівської волості Остерського повіту Чернігівської губернії. Центром району стало містечко Гоголів.
Станом на 1924 рік Гоголівський район складався із 9 сільрад, до яких входило 25 поселень.
Постановою ВУВЦК і РНК від 27 березня 1925 року район було розформовано, а території розподілено між іншими районами Київської округи як нижче:
- 6 сільрад віднесено до складу Семиполківського району;
- 2 сільради — до складу Броварського району;
- 1 сільраду — до складу Боришпільського району.[4]

## Устрій і статистика
Станом на 1924 рік Гоголівський район мав центр у містечку Гоголів і складався із 9 сільрад, до яких входило 25 поселень: 1 містечко (Гоголів), 7 сіл і 17 хуторів, як описано у таблиці нижче. Всього у районі налічувалося 4869 господарств, у яких проживало 23287 людей (11354 чоловіків і 11933 жінок).
| № | Сільрада       | Населені пункти | Число господарств і володінь | Населення, осіб | Район після 1925 року |
| - | -------------- | --- | ---------------------------- | --------------- | --------------------- |
| 1 | Гоголівська    | містечко Гоголів, 5 хуторів: Балабанів, Назарівка, Рака, Стасюка, с.-госп. артіль «Сонце Бідноти та Трудове Братерство при м. Гоголеві» | 1551                         | 7501            | Семиполківський       |
| 2 | Дударківська   | с. Дударкове, 3 хутори: Горобіївка, Займище, Лустовщина                                                                                 | 877                          | 3708            | Броварський           |
| 3 | Жордівська     | 4 хутори: Жордова, радгосп артелі Агрослужби М. К. В. залізн., радгосп артелі «Дружба», радгосп артелі «Заря»                           | 46                           | 365             | Семиполківський       |
| 4 | Красилівська   | с. Красилівка, 2 хутори: с.-госп. артіль «Путь Просвіти», с.-госп. артіль «Надежда»                                                     | 448                          | 2368            | Семиполківський       |
| 5 | Нестерівська   | с. (д) Нестерівка, х. Лозівка | 110                          | 462             | Боришпільський        |
| 6 | Плосківська    | с. Плоське, х. Софіївка при Плоському                                                                                                   | 303                          | 1461            | Семиполківський       |
| 7 | Перегудська    | с. Перегуди, х. Вета | 105                          | 520             | Семиполківський       |
| 8 | Світильнянська | с. Світильне | 459                          | 2341            | Семиполківський       |
| 9 | Требухівська   | с. Требухове | 940                          | 4571            | Броварський           |

Скорочення: с. — село; с. (д) — село, що за класифікацією Російської імперії мало клас деревня; х. — хутір
1. ↑  до районування входив до Лозівської сільради